# Філ Вільямсон
Філ Вільямсон (англ. Phil Williamson; нар. 29 травня 1965) — колишній американський тенісист.
Найвищу одиночну позицію світового рейтингу — 297 місце досяг 3 серпня 1992, парну — 138 місце — 14 серпня 1989 року.

## Фінали Гран-прі за кар'єру

### Парний розряд: 1 (0–1)
| Результат | W-L | Дата | Турнір      | Покриття | Партнер     | Суперники                     | Рахунок  |
| --------- | --- | ---- | ----------- | -------- | ----------- | ----------------------------- | -------- |
| Поразка   | 0–1 | 1989 | Бостон, США | Ґрунт    | Тодд Нелсон | Андрес Гомес Альберто Манчіні | 6–7, 2–6 |